# Catriona
Catriona es una novela de aventuras escrita por Robert Louis Stevenson como continuación de Secuestrado. Prepublicada en Atalanta, fue editada en formato de libro en 1893. La primera edición en español es de 1944.
El título completo es «Catriona. Continuación de “Secuestrado” o memorias de las últimas aventuras de David Balfour en su patria y en el extranjero, donde trata los infortunios causados por el asesinato de Appin; sus problemas con el abogado Lord Grant; su cautiverio en el peñón del Bass; el viaje por Holanda y Francia y las singulares relaciones con James More Drummond o Macgregor, un hijo del notable Rob Roy, y su hija Catriona, escrita por él mismo y ahora presentada por R. L. S.»